# Mathieu Rebeaud
Mathieu (Mat) Rebeaud (* 29. Juli 1982 in Payerne) ist ein Motocross-Freestyle-Fahrer aus der Schweiz. Er war in den letzten Jahren sehr erfolgreich und führt momentan das IFMXF World Ranking an. Bei den Winter X-Games in Aspen holte er die Silbermedaille hinter Travis Pastrana. Er war auch auf der Moto Zürich zu sehen.
Im Jahre 2008 gewann er die Red Bull X-Fighters World Tour. Er nahm an den X-Games 2016 in Austin (USA) teil. 